# Miedniewice-Łąki
Miedniewice-Łąki – część wsi Miedniewice położona w Polsce, w województwie mazowieckim, w powiecie żyrardowskim, w gminie Wiskitki.
W latach 1975–1998 miejscowość należała administracyjnie do województwa skierniewickiego.